# جامعة المنوفية
30°33′56″N 31°00′46″E / 30.56556°N 31.01278°E

جامعة المنوفية هي إحدى الجامعات الإقليمية في مصر أنشئت عام 1976 من أجل تقديم خدمات التعليم الجامعي في مصر. وتتسم الجامعة بسرعة الإنشاء وشهرتها الواسعة. ولقد بدأت الجامعة بأربع كليات هي (كلية الزراعة -كلية الهندسة - كلية التربية - كلية الهندسة الإلكترونية) ثم اتسعت وأنشأت العديد من الكليات التابعة لها حتى صارت تضم حوالي 9560 طالبا وطالبة و 214 عضو هيئة تدريس و 372 هيئة معاونة. ويقع المقر الرئيسى للجامعة بمدينة شبين الكوم بمحافظة المنوفية. وفي الوقت الحالي تضم الجامعة 13 كلية ومعهد واحد بعد انفصال كليات فرع الجامعة بمدينة السادات والتي أصبحت جامعة مدينة السادات الآن.
وقد بلغ عدد طلاب جامعة المنوفية منذ إنشاءها عام 1976 حتى عام 2000 حوالي 625,044 طالب، شكل الطلاب الذكور نسبة 66% في حين شكلت الطالبات 34%. وتفاوتت أعدادهم من فترة إلى أخرى ومن عام لآخر حسب أعداد الملتحقين بالجامعة سنوياً من جانب؛ وإلحاق كليات جديدة بالجامعة من جانب آخر. كذلك شهد أعضاء هيئة التدريس تطوراً ملحوظاً في أعدادهم من 112 عضواً في العام الجامعي 1976 / 1977 إلى 1,348 عضواً عام 2000 / 2001، بنسبة زيادة قدرها نحو 1104%، وبمعدل سنوي قدره نحو 44%. وأمام هذا التفاوت بين نمو أعداد الطلاب المقيدين في الجامعة وأعضاء هيئة التدريس، تفاوت نصيب عضو هيئة التدريس من الطلاب المقيدين، فقد بلغ المتوسط العام لنصيب أعضاء هيئة التدريس بالجامعة من الطلاب 42 طالب لكل عضو هيئة تدريس.

## الكليات والمعاهد
يقع المقر الرئيسي للجامعة في مدينة شبين الكوم عاصمة محافظة المنوفية والتي تبعد عن القاهرة حوالي 75 كيلومتر شمالا. تتكون الجامعة من الكليات الآتية :
- كلية الزراعة.- أكتوبر 1942
- كلية الهندسة 1958: كانت قديما أحد المعاهد العليا وتحولت إلى كلية بعد ذلك وتبلغ مساحتها تقريبا سبعون ألف متر مربع وكانت في البداية تابعة لجامعة طنطا ثم بعد تأسيس جامعة المنوفيه انتقلت تبعيتها لجامعة المنوفيه . تضم الكلية خمسة أقسام أساسية وهي قسم الهندسة المدنية والمعمارية والميكانيكية والكهربية وهندسة الإنتاج وثلاثة أقسام خاصة وهي قسم الهندسة الكهربية والحاسبات وقسم هندسة الطاقة الجديدة والمتجددة وقسم ميكاترونكس. تقع الكلية في مدينة شبين الكوم في شارع جمال عبد الناصر. تتميز الكلية بان بها هيئة تدريسية على أعلى مستوى معظمهم حاصل على الدرجات العلمية من أوروبا وأمريكا.
- كلية الهندسة الإلكترونية بمنوف. 1965
- كلية التربية. 1971
- كلية العلوم. 1980
- كلية التجارة. - 1980
- كلية الطب (1984)
- كلية الآداب. 1987
- كلية الحقوق. 1987
- كلية الاقتصاد المنزلي. 1987
- كلية التمريض. 2000
- كلية الحاسبات والمعلومات. 2001
- كلية التربية النوعية بأشمون.
- كلية الصيدلة.
- كلية العلوم الطبية التطبيقية.
- كلية التربية الرياضية 2015
- كلية طب الأسنان 2021
- كلية الإعلام 2020
- كلية الذكاء الإصطناعى 2021.

## المعاهد البحثية المتميزة
- معهد الكبد القومي.

## وصلات خارجية
- موقع جامعة المنوفية